# Shining Silver Skies
Shining Silver Skies è il secondo album del gruppo musicale Darkwave neoclassica italiano Ashram, pubblicato nel 2006 dall'etichetta discografica portoghese Equilibrium Music.
L'album evidenzia la propensione del gruppo verso sonorità neoclassiche, a discapito di quelle puramente Darkwave dell'omonimo esordio.

## Tracce
1. 5 Steps – 3:08
2. Maria and the Violin's String – 2:59
3. Sweet Autumn (part II) – 2:53
4. Lullaby – 2:19
5. Il Mostro – 3:27
6. All'Imbrunire – 2:27
7. Last Kiss – 3:36
8. Elizabeth – 2:34
9. For Each and Every Child – 4:25
10. Tango Para mi Padre y Marialuna – 3:33
11. Lady – 3:12
12. Shining Silver Skies – 3:36
13. Rose and Air – 2:32
14. Ultimo Carillon – 3:51

## Formazione
- Sergio Panarella - voce, chitarra
- Luigi Rubino - pianoforte
- Edo Notarloberti - violino, pianoforte, chitarra

### Ospiti
- Leonardo Massa - violoncello
- Martina Mollo - pianoforte